# Naltchik
Naltchik ou Nalchik (em russo:  Нальчик, pronúncia russa: [ˈnalʲtɕɪk]; em cabárdio: Налщӏэч, AFI: [[Wikipédia:Alfabeto fonético internacional|naːɮɕʼakʲ]]) é uma cidade situada nos contrafortes do Cáucaso, na região sul da Rússia, e capital da República Cabárdia-Balcária.

## História
O atual território da cidade era habitado pelos nativos balcários e cabardinos desde 1743, embora a data de povoamento da moderna cidade seja do início do século XIX, quando o Império Russo, se expandindo, ali veio a construir um forte, em 1818 - data que é vista no topo do seu brasão. Um regimento militar foi instalado na cidade, em 1838. O povoado permaneceu sem grande desenvolvimento, até depois da Revolução Russa de 1917, quando veio a receber o estatuto de cidade em 1921, a fim tornar-se o centro administrativo do óblast autônomo de Kabardian.
O nome deriva do Rio Naltchik, às margens do qual fica situada. A palavra naltchik significa, literalmente, pequena ferradura, em cabárdio (ou circassiano - idioma do noroeste do Cáucaso).
Durante a II Guerra Mundial, Naltchik foi ocupada pelos nazis alemães entre 28 de outubro de 1942 a 3 de janeiro de 1943, ficando bastante destruída pelo conflito.

## Economia
Naltchik é um balneário e estação climática terapêutica de montanha, com vários sanatórios. 
É, também, o centro industrial da República, com metalurgia não-ferrosa, indústria leve, fábricas de materiais de construção e de maquinarias.

## Esporte
A cidade de Naltchik é a sede do Estádio Spartak e do PFC Spartak Naltchik, que participa do Campeonato Russo de Futebol.

## Filhos ilustres
- Yuri Temirkanov, maestro, nascido em 1938
- Dima Bilan, famoso cantor russo, nascido em 1981
- Yefrem Amiramov, poeta e músico, nascido em 1956
- Andrei Kolkoutine pintor, nascido em 1957
- Katya Lel, cantora, nascida em 1974
- Andrey Lefler, cantor, nascido em 1987

## Cidades irmãs
- Amman, Jordânia
- Reno, Nevada, USA